# سردار رفعت
سردار رفعت(تاریخ تولد: نامعلوم - تاریخ درگذشت: ۱۳۲۰) که با نام سرلشکر علی رفعت نقدی یا علی نقدی از نظامیان ارشد و فرماندهان ژاندارمری کل کشور(۱۳۰۰–۱۳۰۴) بود.
سردار رفعت از نظامیان و فرمانده رضا خان در فوج قزاق بود. پس از کودتای ۳ اسفند ۱۲۹۹ و پس از ادغام قزاقخانه، ژاندارمری و سایر واحدهای نظامی با تأیید احمد شاه به بالاترین درجه ارتش یعنی امیر لشکر رسیدو یا تشکیل اداره امنیه (ژاندارمری) به مدت چهار سال فرماندهی این واحد را بر عهده داشت. او در سال ۱۳۲۰ درگذشت. تمامی ۵ فرزند پسر او وارد خدمت نظام شدند.
سپهبد علی‌اصغر نقدی معروف به سپهبد نقدی وزیر جنگ در دولت‌های حسین علاء، محمد مصدق، جعفر شریف امامی، علی امینی فرزند او بود.
مدفن وي امام زاده عبدالله شهرري مي باشد.